# Manuel Salvador Palacios
Manuel Salvador y Palacios (Madrid, 1 de junio de 1810-†ibíd., 29 de mayo de 1885) fue un militar español que luchó en las tres guerras carlistas en el bando legitimista.

## Biografía
Era hijo de un empleado de Hacienda y de Cesárea Palacios. Pertenecía a la Guardia Real, cuerpo que se fue en masa con Carlos María Isidro de Borbón a la muerte de su hermano Fernando VII.

### Primera guerra carlista
El 27 de octubre de 1833 se batió en las calles de Madrid al frente de un grupo de voluntarios del primer Batallón de realistas, por cuya razón tuvo que emigrar a Portugal. Se presentó en Mirandela a Carlos María Isidro de Borbón (Carlos V), quien le nombró Alférez de Infantería.
Permaneció en Portugal hasta que, con motivo de la capitulación del rey Miguel I, se vio obligado a embarcarse para Inglaterra, de donde pasó a Hannover. Volvió otra vez a Inglaterra en agosto de 1834, y logrando al fin burlar la policía de aquel reino y de Francia, se presentó a últimos de diciembre en el Norte, siendo designado con el empleo de Teniente al segundo Batallón de Castilla, con el que combatió en la toma de Valmaseda, el 9 de febrero de 1835, recibiendo una herida, por la que se le dio el grado de Capitán, y en las operaciones contra el General Córdova obtuvo la Cruz de primera clase de San Fernando.
Palacios tomó luego parte en la expedición del General Gómez, en la que fue ascendido a Capitán, y mandando la compañía de Cazadores del 2.º de Castilla, regresó a las Vascongadas en diciembre de 1836. Al poco tiempo se le confió el mando de la 8.ª compañía del Batallón de Granaderos, sirviendo en el cual obtuvo el grado de Teniente Coronel en la batalla de Oriamendi. También tomó parte en la Expedición Real, y habiendo sido herido en la batalla de Huesca, tuvo que quedarse en el hospital de Solsona.
Destinado por el General Urbiztondo al Batallón de heridos convalecientes, con el cargo de segundo Comandante del mismo, se encontró en la toma de Berga y en la de Ripoll.
Pasó luego Palacios al Ejército de Cabrera, quien le dio el mando del segundo Batallón de Tortosa, al frente del cual obtuvo el grado de Coronel en el sitio de Morella; el empleo de Teniente coronel, en la acción de Maella; otra cruz de primera clase de San Fernando, en el asalto de Calanda, y el empleo de Coronel en la acción de Chastealgar, en la cual rechazó sin pérdida de un solo hombre dos cargas de cuatro escuadrones del 4.º de Ligeros mandados por el entonces Brigadier Juan de la Pezuela, posterior Conde de Cheste y Capitán general del Ejército.
Encargado el Coronel Palacios del mando de la Brigada de Tortosa, cayó gravemente herido en una reñida acción que dio al General O'Donell, el 17 de junio de 1839. Cuando curó de su herida, le dio Cabrera orden de operar con la Brigada de su mando en las provincias de Guadalajara y Cuenca, haciéndolo con tan buena fortuna, que el 21 de enero de 1840 derrotó en Alcocer al Brigadier Quiñones, y el 24 del mismo mes al Coronel Rodríguez en Peralejos de las Truchas.
Cuando Espartero se apoderó de Morella y Cabrera pasó el Ebro, Manuel Salvador Palacios (ascendido a Brigadier el 10 de junio de 1840) emprendió la marcha a Francia. Sostuvo en Alcolea del Pinar un encuentro con Manuel de la Concha y posteriormente se unió al General Balmaseda, con quien pasó el Ebro después de derrotar juntos al General Rivero. El 23 de junio se separaron Balmaseda y Palacios, pasando éste a Abárzuza, La Barranca y Miranda de Arga, desde donde fue ya a pasar la frontera. Pero antes de conseguirlo cayó prisionero, siendo conducido a Pamplona, de aquí a Zamora, luego a Ciudad Rodrigo y Madrid, y finalmente al castillo de San Benito, en el que a pesar de haber terminado la guerra estuvo preso hasta mediados de julio de 1846.

### Segunda guerra carlista
Consecuente Palacios con sus principios, volvió a salir a campaña en junio de 1848, nombrado por Cabrera Jefe de Estado Mayor del General Forcadell, a cuyo lado hizo la guerra hasta que, disueltas las pocas fuerzas de su mando, se acogió a la amnistía de 1849 y regresó a su casa.
Según Francisco de Paula Oller, en la década de 1850 tramó en Madrid una nueva conspiración carlista junto con Antonio Arjona, en la que también estuvo complicado Manuel Vilageliu.

### Tercera guerra carlista

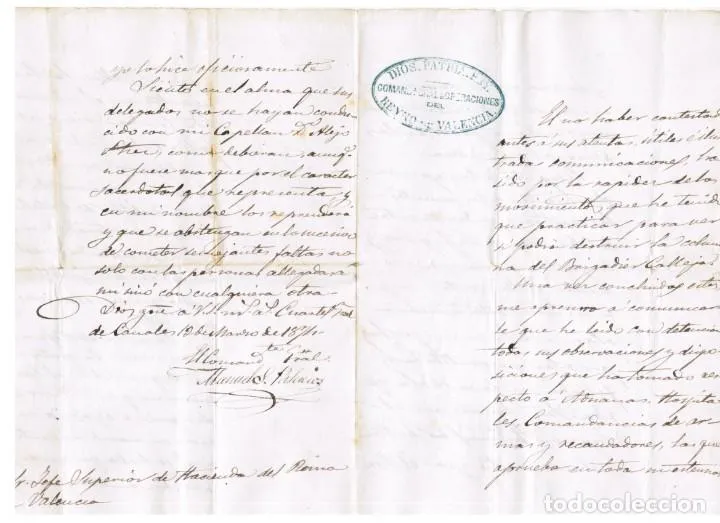
Carta escrita por Manuel Salvador y Palacios, comandante general carlista del Reino de Valencia (1874).

Tranquilo y ajeno a la política vivió el brigadier Palacios hasta que, al vencer la revolución de 1868, fue a París a ofrecer nuevamente sus servicios a Carlos de Borbón y Austria-Este (Carlos VII), quien le nombró Mariscal de campo y le concedió la Gran Cruz de San Hermenegildo.
El 28 de abril de 1872 se levantó en armas el General Palacios en Guadalajara, pero al poco tiempo tuvo que emigrar a Francia. Nombrado en agosto del año siguiente Comandante general de Castilla, fue al Norte y en breve organizó dos batallones y un escuadrón.
Destinado el 4 de noviembre de 1873 a dirigir las operaciones del Centro, se hizo cargo de las nuevas fuerzas de su mando el 4 de diciembre; ordenó al Coronel Santés que atacara Albacete; envió al Brigadier Vallés a tomar Vinaroz, e hizo que el Brigadier Almenar, con los Batallones 2.º y 4.º del Maestrazgo, efectuase una correría por la ribera de Valencia.
Nombrado en julio de 1874 el General Palacios Intendente general del Centro y Cataluña, organizó la Administración militar.
En enero de 1875 se le confirió la Comandancia general de Castilla; pero habiendo enfermado a últimos de mayo, entregó el mando al Brigadier Albarrán.
Restablecido a fines de junio el General Palacios, fue agregado al Cuartel general, figurando en el cual estuvo en la acción de Villafranca del Cid. Acompañó Palacios a Dorregaray en su retirada a Cataluña; se encargó a principios de agosto de las fuerzas de Valencia, por enfermedad de Adelantado, hasta que el 27 le ordenó Dorregaray que buscase a Adelantado, le entregara los batallones 2.º, 3.º y 4.º de Valencia, y se uniera él al Cuartel general de Castells.
Marchó el General Palacios a cumplir lo que se le ordenaba; pero al saber que Adelantado había ya entrado en Francia, envió uno de los citados batallones al campo de Tarragona, y con los dos restantes emprendió la marcha al Norte, esquivando hábilmente la persecución que se le hacía, hasta que, engañado por los guías, tuvo que internarse en Francia a mediados de septiembre, presentándose a los pocos días a Don Carlos, en el Norte, donde permaneció ya hasta que en febrero de 1876 emigró.

### Posguerra y muerte
Más tarde regresó a España, manteniéndose siempre fiel a sus ideales tradicionalistas. El General Palacios fue quien promovió una solemne e imponente manifestación militar, en que tres mil individuos, entre generales, jefes y oficiales, desfilaron en columna de honor ante Don Carlos.

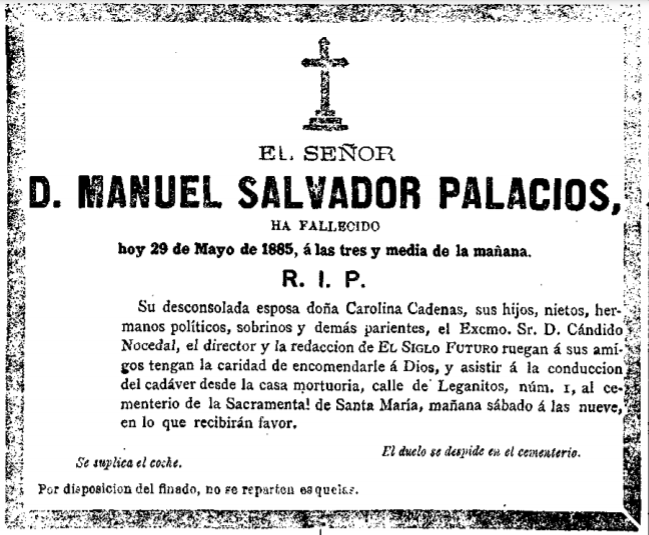
Esquela de Manuel Salvador Palacios aparecida a su muerte en el diario carlista El Siglo Futuro.

En la década de 1880 se puso de lado del representante de Don Carlos, Cándido Nocedal, y de su diario El Siglo Futuro, en su polémica con el periódico La Fé, que representaba una tendencia diferente dentro del carlismo.
En el plano personal, era devoto fervoroso de la Virgen María y hermano de la Orden tercera de Santo Domingo. Contrajo el catarro que le generaría su larga enfermedad mientras se levantaba de madrugada para asistir a los cultos en la iglesia de los Servitas en el mes de octubre, mes que el papa León XIII había consagrado a la devoción del Santo Rosario. Un gran número de tradicionalistas de Madrid acudieron a su entierro en el cementerio de la Sacramental de Santa María.
A su muerte, El Siglo Futuro le dedicó una esquela y una amplia necrología, en la que dijo de él:

Veterano de las tres guerras, el general Palacios, cuyos altos hechos de armas figuran en la historia, pues fué uno de los oficiales más bizarros de Zumalacarregui, y uno de los jefes más heróicos de Cabrera, puede decirse que ha muerto abrumado de laureles militares; todavía, con ser tantos y tan lozanos, menores en número á los que hicieron reverdecer en su frente las virtudes cívicas y religiosas.

Por su parte, «Lupercio» afirmó en La Hormiga de Oro:

Su hoja de servicios militares es una página de gloria, reforzada con las cicatrices de cinco heridas graves que recibió en el campo de batalla, sellando con su sangre su fidelidad á la bandera de Dios, Patria y Rey, que es la de la causa de la justicia. (...)

Fué un héroe, y lo que vale más todavía, un hombre de bien, que recordaba al caballero y al cristiano de la España antigua, cortado á lo Bayardo. Su dulce trato, su afable condición, hasta su figura patriarcal y guerrera, en la que se destacaban la sencillez, la ingenuidad y la grandeza, reverbeerando vivos fulgores, sus positivas virtudes amasadas de todos, le captaban generales simpatías (...)

Estuvo casado con Carolina Cadenas, con quien tuvo varios hijos.